# Épisodes de Game of Silence
Cet article présente le guide des épisodes de la série télévisée américaine Game of Silence.

## Généralités
- Aux États-Unis, la série a été diffusée du 7 avril 2016 au 5 juin 2016 sur le réseau NBC.
- Au Canada, la saison a été diffusée en simultané sur le réseau Global.

## Distribution

### Acteurs principaux
- David Lyons (VF : Alexis Victor) : Jackson Brooks
- Michael Raymond-James (VF : Franck Lorrain) : Gil Harris
- Larenz Tate (VF : Eilias Changuel) : Shawn Polk
- Bre Blair (VF : Marie-Eugénie Maréchal) : Jessie West
- Conor O'Farrell (VF : Guy Chapellier) : Warden Roy Carroll
- Deidrie Henry (VF : Sophie Riffont) : inspecteur Liz Winters
- Demetrius Grosse (en) (VF : Jean-Baptiste Anoumon) : Terry Bosch
- Claire van der Boom (VF : Hélène Bizot) : Marina Nagle
- Derek Phillips (VF : Thierry Kazazian) : Gary « Boots » Nolan

### Acteurs récurrents et invités
- Nikki Tomlinson (VF : Marie Chevalot) : Annie Nolan
- Chuma Gault (VF : Jean-Michel Vaubien) : Dennis Chowen
- Sharon Lawrence (VF : Pascale Vital) : Diana Stockman
- Eileen Grubba (VF : Élisabeth Fargeot) : Alice Anne
- Gregory Alan Williams (VF : Thierry Desroses) : Aaron Epps
- Al Sapienza (VF : Georges Caudron) : Wallace Tuttle
- Al Vicente (VF : Serge Faliu) : inspecteur Oscar Salcido
- Curran Walters (VF : Benjamin Bollen) : Jackson jeune
- Linds Edwards (VF : Sam Sahli) : Red
- Sharon Garrison (VF : Colette Marie) : Martha
- Ashley Leconte Campbell (VF : Danièle Douet) : Cece Carroll

## Épisodes

### Épisode 1:Les fantômes du passé
- États-Unis : 12 avril 2016 sur NBC[1]
- Canada : 12 avril 2016 sur Global[2]
- Belgique : 19 septembre 2016[3] sur RTL-TVI[4]
- France : 20 novembre 2016 sur 13e rue[5]

- États-Unis : 6,41 millions de téléspectateurs[6] (première diffusion)

### Épisode 2:Frères de sang
- États-Unis /  Canada : 14 avril 2016 sur NBC / Global
- Belgique : 19 septembre 2016 sur RTL-TVI
- France : 20 novembre 2016 sur 13e rue

- États-Unis : 3,90 millions de téléspectateurs[7] (première diffusion)

### Épisode 3:Hors de contrôle
- États-Unis /  Canada : 21 avril 2016 sur NBC / Global
- Belgique : 19 septembre 2016 sur RTL-TVI
- France : 27 novembre 2016 sur 13e rue

- États-Unis : 3,35 millions de téléspectateurs[8] (première diffusion)

### Épisode 4:Un visiteur indésirable
- États-Unis /  Canada : 28 avril 2016 sur NBC / Global
- Belgique : 26 septembre 2016 sur RTL-TVI
- France : 27 novembre 2016 sur 13e rue

- États-Unis : 3,08 millions de téléspectateurs[9] (première diffusion)

### Épisode 5:Retour à Quitman
- États-Unis /  Canada : 5 mai 2016 sur NBC / Global
- Belgique : 26 septembre 2016 sur RTL-TVI
- France : 4 décembre 2016 sur 13e rue

- États-Unis : 3,26 millions de téléspectateurs[10] (première diffusion)

### Épisode 6:Secrets et mensonges
- États-Unis /  Canada : 12 mai 2016 sur NBC / Global
- Belgique : 26 septembre 2016 sur RTL-TVI
- France : 4 décembre 2016 sur 13e rue

- États-Unis : 3,26 millions de téléspectateurs[11] (première diffusion)

### Épisode 7:La route des souvenirs
- États-Unis /  Canada : 19 mai 2016 sur NBC / Global
- Belgique : 3 octobre 2016 sur RTL-TVI
- France : 11 décembre 2016 sur 13e rue

- États-Unis : 3,21 millions de téléspectateurs[12] (première diffusion)

### Épisode 8:Passé décomposé
- États-Unis /  Canada : 2 juin 2016 sur NBC / Global
- Belgique : 3 octobre 2016 sur RTL-TVI
- France : 11 décembre 2016 sur 13e rue

- États-Unis : 2,26 millions de téléspectateurs[13] (première diffusion)

### Épisode 9:La vérité
- États-Unis : 2 juin 2016 sur NBC
- Canada : 9 juin 2016 sur Global
- Belgique : 10 octobre 2016 sur RTL-TVI

- États-Unis : 2,26 millions de téléspectateurs[13] (première diffusion)

### Épisode 10:The End
- États-Unis : 5 juin 2016 sur NBC
- Canada : 16 juin 2016 sur Global
- Belgique : 10 octobre 2016 sur RTL-TVI

- États-Unis : 2,4 millions de téléspectateurs[14] (première diffusion)